# Marcus Holmgren Pedersen
Marcus Holmgren Pedersen (* 16. Juli 2000 in Hammerfest) ist ein norwegischer Fußballspieler. Er steht in den Niederlanden bei Feyenoord Rotterdam unter Vertrag und ist für die Saison 2024/25 an den FC Turin ausgeliehen. Außerdem ist er norwegischer Nationalspieler.

## Karriere

### Verein
Marcus Holmgren Pedersen spielte in seiner Jugend bei Tromsø IL. Am 18. April 2018 debütierte er für die erste Mannschaft des Vereins (außerhalb von Freundschaftsspielen), als er beim 3:1-Auswärtssieg im norwegischen Pokal gegen Skjervøj IK eingesetzt wurde. Im Ligaalltag kam Holmgren Pedersen in der Saison 2018 zu lediglich drei Kurzeinsätzen. In der Saison 2019 waren es mehr, doch auch hier war er kein Stammspieler; zum Saisonende stieg Tromsø IL aus der norwegischen ersten Liga ab. Zur Saison 2020 wechselte Marcus Holmgren Pedersen zu Molde FK und erkämpfte sich einen Stammplatz. So war er über weite Strecken der Saison erste Wahl als rechter Außenverteidiger und spielte nicht selten auch bis zum Ende des Spiels. Als norwegischer Meister der Vorsaison qualifizierte sich Molde FK für die Teilnahme an der Qualifikation zur UEFA Champions League. Dort setzte sich der Verein gegen den finnischen Vertreter Kuopion PS, gegen den slowenischen Erstligisten NK Celje und gegen den aserbaidschanischen Klub FK Qarabağ Ağdam durch, ehe in den Play-offs der ungarische Vertreter Ferencváros Budapest Endstation bedeutete. Molde FK spielte somit in der UEFA Europa League weiter und traf in der Gruppenphase auf den irischen Klub Dundalk FC, auf den FC Arsenal sowie auf den SK Rapid Wien und zog mit drei Siegen bei einem Unentschieden sowie zwei Niederlagen in die Zwischenrunde ein, wo sich die Norweger überraschend gegen den deutschen Bundesligisten TSG 1899 Hoffenheim durchsetzen konnten; im Achtelfinale bedeutete der FC Granada Endstation.
Zur Saison 2021/22 wechselte Holmgren Pedersen in die niederländische Eredivisie zu Feyenoord Rotterdam. Er unterschrieb einen Vertrag mit einer Laufzeit bis Sommer 2026.
Für die Saison 2023/24 wechselte er per Leihe mit Kaufoption nach Italien zur US Sassuolo Calcio. Ein Jahr später folgte erneut mit Kaufoption die Leihe zum FC Turin.

### Nationalmannschaft
Am 27. Februar 2019 debütierte Marcus Holmgren Pedersen für die norwegische U19-Nationalmannschaft, als er beim 1:2 gegen Dänemark zum Einsatz kam. Er kam bis Jahresende zu neun Einsätzen und schoss ein Tor. Am 4. September 2020 folgte Holmgren Pedersens erstes Spiel für die norwegische U21-Auswahl beim EM-Qualifikationsspiel gegen Gibraltar, welches die Norweger mit 6:0 gewannen. Für diese Altersklasse ist er bis mindestens der Ende der Qualifikation für die U-21-Fußball-Europameisterschaft 2023 spielberechtigt und könnte im Falle einer Qualifikation auch bei der Endrunde spielen.
Am 1. September 2021 hatte Marcus Holmgren Pedersen zum ersten Mal für die norwegische A-Nationalmannschaft gespielt, als Nationaltrainer Ståle Solbakken ihn im WM-Qualifikationsspiel gegen Norwegen einsetzte.

## Erfolge
- Niederländischer Meister: 2023